# V Festival Verano de Iquique
El Festival de Iquique se realizó los días 3, 4 y 5 de febrero de 2012 en el Estadio Tierra de Campeones ubicado en Iquique, Chile. El festival fue transmitido por primera vez en un canal nacional de señal abierta, TVN, quien compró los derechos para transmitir este festival.

## Artistas
El listado de los artistas que se presentaron se inicia con el trío Alex, Jorge y Lena, compuesto por Álex Ubago, Jorge Villamizar y Lena, Claudio Valdés, Tito el Bambino, José Feliciano, Eyci and Cody, Demi Lovato, Myriam Hernández, José Luis Gioia y Juan Gabriel.
La confirmación de Demi Lovato en el Festival de Iquique y televisado causó revuelo de sus fanes en las redes sociales.

## Desarrollo

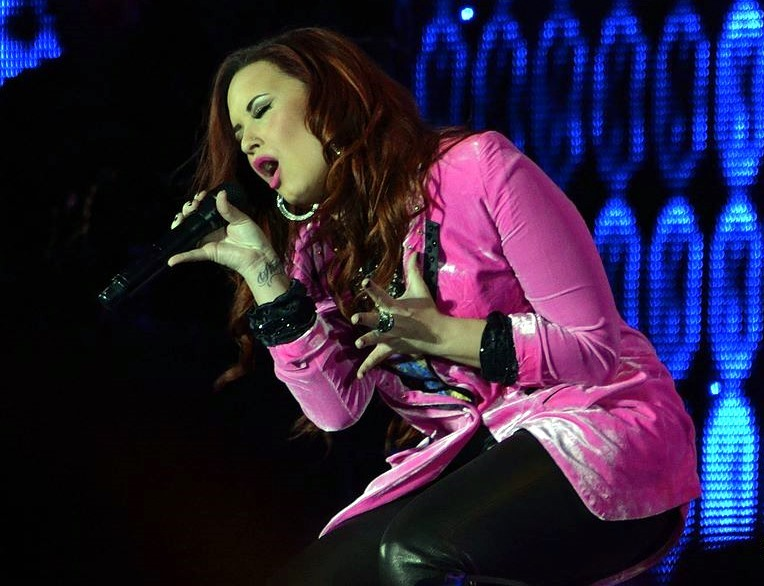
Demi Lovato en su presentación.

### Viernes 3 de febrero
Para abrir la primera noche del festival se presentó el grupo Álex, Jorge y Lena, quien recibió la admiración del público y la Boya de Plata, quienes además se "deleitaron" con la voz de Lena, las canciones de Álex Ubago y las contagiosas melodías de Jorge Villamizar. Luego se presentó el joven cantante chileno Claudio Valdés, más conocido como El Gitano. Para finalizar la noche se presentó el cantante de reguetón  Tito el Bambino, quien sirvió para cerrar de buena forma la primera noche de festival.
- Álex, Jorge y Lena
- El Gitano
- Tito el Bambino

### Sábado 4 de febrero
La siguiente noche fue muy buena para el festival, ya que tuvo un público muy variado. Por un lado la experiencia de José Feliciano y por otro la juventud de Demi Lovato.
- José Feliciano
- Eyci and Cody
- Demi Lovato[4][5]

### Domingo 5 de febrero

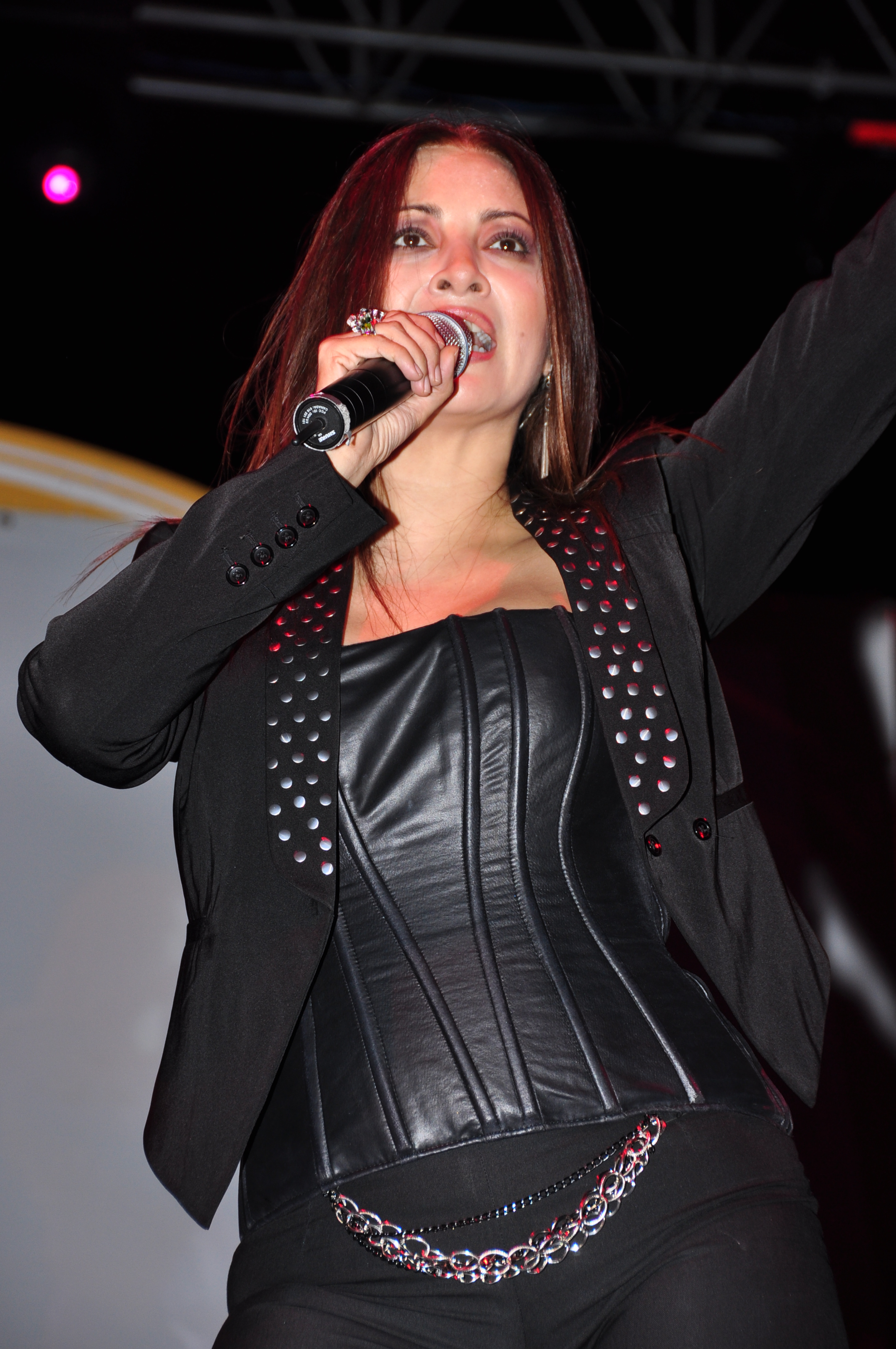
Myriam Hernández fue la artista que abrió la última noche de festival. Además, se llevó la boya de oro y el reconocimiento del público.

La tercera y última noche del festival verano iquique 2012 abrió la tercera noche con la cantante chilena Myriam Hernández siguió con el humor argentino José Luis Gioia quien no se llevó el cariño del público de iquique y para cerrar la tercera y última noche del festival estuvo por el cantante mexicano Juan Gabriel más de 2 horas del espectáculo aquel día finalizó la quinta versión del festival verano iquique
- Myriam Hernández
- José Luis Gioia (Humorista)
- Juan Gabriel

## Premios otorgados
Siempre se ha entregado la "Boya de Plata", haciendo alusión a la boya que señala el punto donde se hundió la Esmeralda durante la Guerra del Pacífico, fue elegida como el monumento que mejor mostraba la identidad de la ciudad.
Sin embargo, y por primera vez se entregaron "Boyas de Oro" a 3 cantantes:
- Durante la segunda noche a Demi Lovato.[6]
- Durante la tercera noche a Myriam Hernández.[7]
- Durante la tercera noche a Juan Gabriel.[7]

## Deserción de Juanes
El colombiano Juanes comunicó que no podrá estar presente en la cita nortina, en la que abriría la segunda jornada, el sábado 4 de febrero.
Según la oficina de representación del cantante, la visita debió ser cancelada debido a "inconvenientes logísticos debido a la proximidad de la grabación del MTV Unplugged".
A través de sus agentes, Juanes se mostró "profundamente agradecido" por la invitación, y destacó que el público iquiqueño le había manifestado "su alegría por visitar su ciudad". A ellos envió un mensaje directo: "Desde la distancia los estaré acompañando de todo corazón y con la promesa de llevarles mi música en un futuro certamen, que espero sea muy pronto".
A través de un comunicado, los representantes del colombiano ponen fecha a ese futuro: "esperamos el próximo año poder cumplir con esta cita".
Juanes debía abrir la jornada del sábado 4, que además contempla las actuaciones de Eyci & Cody y Demi Lovato. Finalmente es remplazado por José Feliciano

## Fracaso de José Luis Gioia
José Luis Gioia fue sin duda alguna una "victima" del "Dragón" (alusión al público). Una rutina lenta, sumada a la soberbia sobre un público que no tenía disposición ante el humorista, entre otras cosas, hicieron que José Luis Gioia se retirara luego de su canción de despedida. No accedió a dar declaraciones demostrando su rabia y pesar por la fallida puesta en escena. A raíz de aquella situación, debieron cubrir el vacío de la programación los animadores que lograron risas tras pequeños intentos de chistes. Luego de casi veinte minutos entre entrevistas y cortes comerciales entró en escena Juan Gabriel cerrando la última noche del festival.

## Polémicas

### Diferido en Norte Grande
La Ilustre Municipalidad de Iquique no le concedió los derechos a TVN para trasmitir el festival en vivo para las repetidoras locales de las ciudades de Arica, Iquique, Calama y Antofagasta por señal abierta y, en consecuencia, tampoco para los que tuvieran contratado el servicio de televisión por cable VTR (ya que éstas reciben la señal propia de la repetidora local), por los elevados costos de los derechos para todo Chile sobre este tipo de emisiones. En dichas ciudades el festival sólo se pudo ver mediante los servicios satelitales (Movistar TV Digital, TuVes HD, DirecTV y Claro), ya que en satélite los canales nacionales chilenos reciben la señal oficial de Santiago (que no presenta desconexión nacional alguna, al ser la señal nacional oficial). Esta acción es una medida que se toma regularmente en Chile al no poder verse por televisión para así darle realce al evento en cuestión y aumentar las ventas, provocando molestia entre los televidentes de esas 4 ciudades anteriormente mencionadas (siendo generalmente en Chile cancelado algún programa para una o dos regiones enteras, especialmente eventos deportivos).
En esas ciudades, el día viernes 3 de febrero, que debía transmitir la primera noche, la desconexión local tuvo en su programación dos películas chilenas, mientras que el sábado 4 se transmitió por diferido la primera noche y el domingo 5 la segunda noche, la tercera y última noche no se transmitió por diferido.

### Decepción para otros países
El festival tampoco se vio por TV Chile —señal internacional de TVN— por razones de derechos, sin embargo pudo ser visto en territorio chileno por Internet.[cita requerida]

### Presentación de Artistas
Durante el show de Juan Gabriel la transmisión fue cortada aproximadamente a las 02:47 hora local de Chile (UTC-3), mientras que la presentación del cantante mexicano duró hasta casi las 04:00 h. El resto de su presentación que no fue transmitido en la última noche después fue emitido el viernes 10 de febrero. Algo similar ocurrió con Demi Lovato, artista que estuvo 10 minutos más en escena de lo emitido por televisión.[cita requerida]